# Graafstroom
Graafstroom este o comună în provincia Olanda de Sud, Țările de Jos.

## Localități componente
Bleskensgraaf en Hofwegen, Brandwijk, Goudriaan, Molenaarsgraaf, Ottoland, Oud-Alblas, Wijngaarden.